# Constantino Pavlovich da Rússia
Constantino Pavlovich Romanov (em russo:  Великий Князь Константи́н Па́влович Рома́нов - velikiy knyaz Konstantin Pavlovich Romanov), (27 de abril de 1779 - 27 de junho de 1831) foi o segundo filho do czar Paulo I da Rússia e da sua consorte Maria Feodorovna da Rússia. Foi czarevich da Rússia ao longo do reinado do seu irmão mais velho, o czar Alexandre I, mas tinha renunciado ao trono em segredo em 1823. Durante vinte-e-cinco dias após a morte do seu irmão, entre 1 de Dezembro a 26 de dezembro de 1825, foi conhecido como imperador Constantino I de Todas as Rússias, apesar de nunca ter governado nem aceitado o trono. A controvérsia da sucessão foi a causa imediata da Revolta Dezembrista. Constantino era conhecido pela sua severa etiqueta e por se opor frequentemente aos desejos do seu irmão Alexandre I, algo pelo que é relembrado com carinho na Rússia, mas, na sua capacidade de comandante-em-chefe e vice-rei do Congresso Polaco, é recordado como um líder sem escrúpulos.

## Primeiros Anos

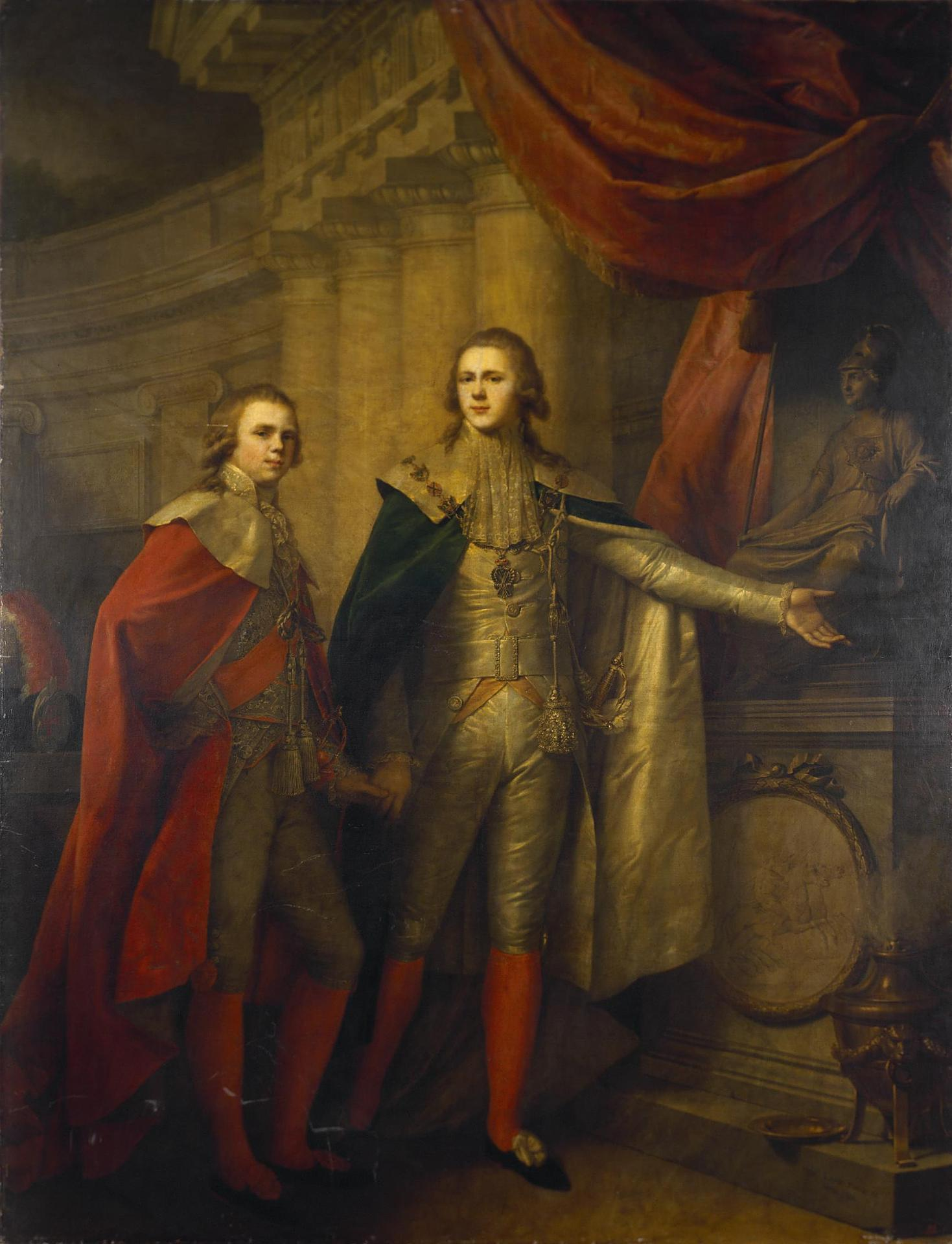
O grão-duque Constantino (esquerda) com o irmão Alexandre

Constantino nasceu em Tsarskoye Selo no dia 27 de abril de 1779, sendo o segundo filho do grão-duque Paulo Petrovich e de sua esposa Maria Feodorovna, filha de Frederico II Eugénio, Duque de Württemberg. De todos os filhos de Paulo, Constantino era o que se parecia mais com ele, tanto física como mentalmente.
A educação dos dois irmãos mais velhos esteve inteiramente nas mãos da sua avó Catarina II da Rússia. Tal como fez com o futuro czar Alexandre I, a imperatriz controlava cada pormenor da sua educação física e intelectual, mas, de acordo com o seu costume, deixava essas tarefas nas mãos de homens em quem confiava. O conde Nicolau Ivanovich Saltykov estava nomeado para ser o tutor oficial, mas também ele transferiu o fardo para outros, interferindo apenas em ocasiões pessoais ou extremamente especiais e não teve qualquer influência na formação do carácter apaixonado, inquieto e teimoso de Constantino. A única pessoa que exerceu realmente a função de educar os dois irmãos foi Cesar La Harpe, que foi o tutor oficial entre 1783 e 1795 e educou ambos os irmãos.
Tal como Alexandre, Constantino foi obrigado pela avó a casar-se  aos dezasseis anos de idade, no dia 26 de Fevereiro de 1796. Para esposa escolheu Juliana de Saxe-Coburgo-Saalfeld (uma das tias maternas da futura Rainha Vitória do Reino Unido), e a fez intensamente miserável. Após a primeira separação no ano de 1799, a duquesa regressou permanentemente à sua casa na Alemanha em 1801. Em 1814, Constantino tentou reconquistá-la, mas ela rejeitou-o firmemente.

## Guerras Napoleónicas

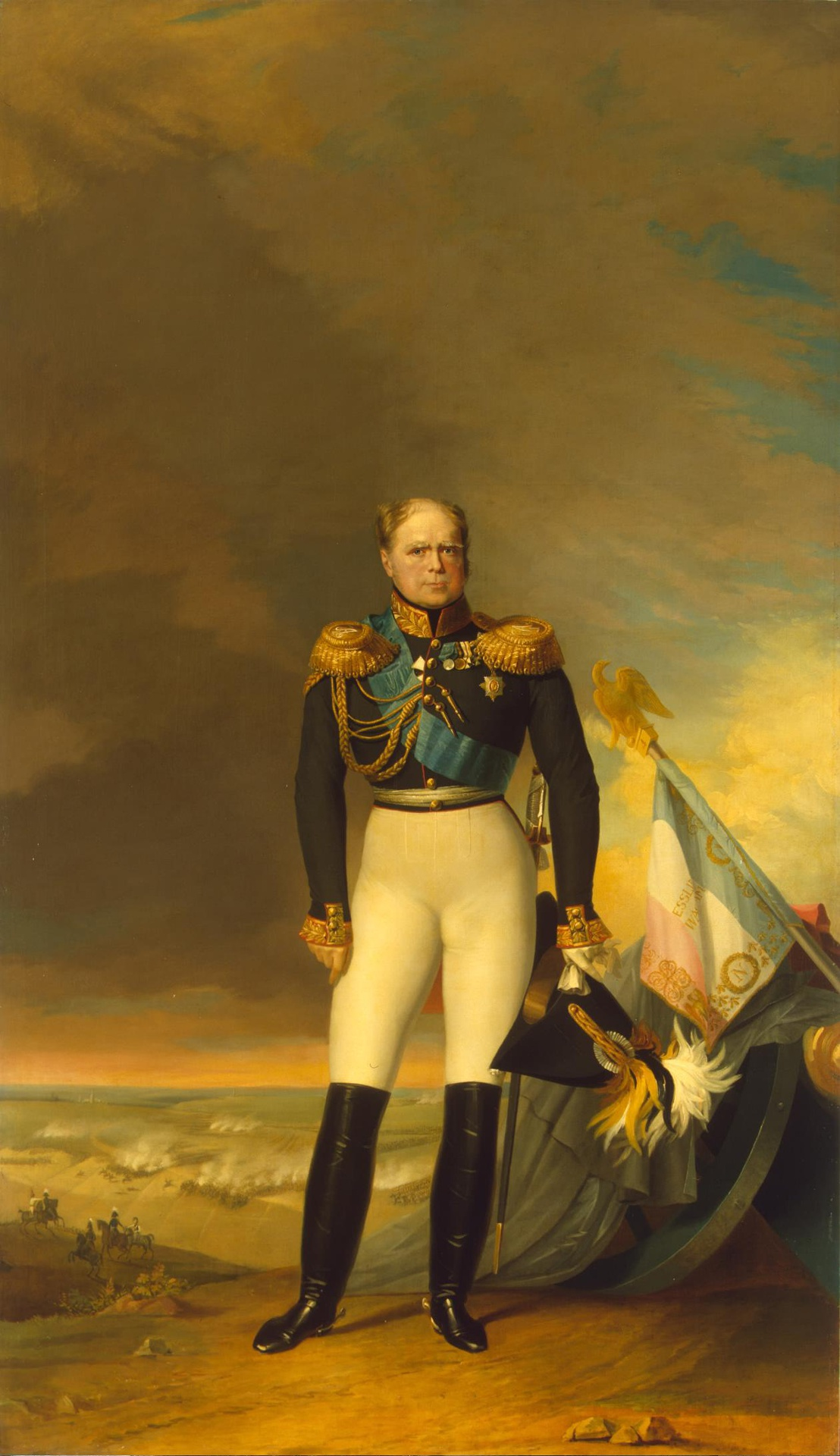
Constantino durante as invasões napoleónicas

Durante o seu trágico casamento, ocorreu a primeira campanha militar de Constantino, liderada por Suvorov. A batalha de Bassignano foi perdida por culpa de Constantino, mas em Novi ele destingiu-se pela coragem que demonstrou e, então, o czar Paulo deu-lhe o título de czarevich que, de acordo com a lei fundamental da constituição, pertencia apenas ao herdeiro directo ao trono. Apesar de não se poder provar que esta acção do czar denotasse qualquer plano futuro, mostrou que Paulo já não confiava plenamente no seu filho Alexandre.
Constantino nunca tentou assegurar o trono. Após a morte do seu pai em 1801, Constantino viveu uma desconcertante vida de solteiro. Absteve-se da política, mas permaneceu fiel às suas inclinações militares sem manifestar nada mais do que uma preferência pelas externalidades dos serviços. Quando tinha comandado a guarda durante a campanha de 1805, teve a sua parte de responsabilidade pela derrota da Rússia na Batalha de Austerlitz e, em 1807, nem as suas capacidades nem a sua sorte na guerra mostraram qualquer melhoramento.
Após os Tratados de Tilsit, Constantino tornou-se um grande admirador de Napoleão Bonaparte e um defensor da aliança russo-francesa. Com as suas ideias, Constantino perdeu a confiança do seu irmão Alexandre para quem uma aliança com a França significaria apenas um caminho mais rápido para a destruição da Rússia. Esta visão não era partilhada por Constantino. Mesmo em 1812, após a queda de Moscovo, Alexandre pressionou o irmão para que assinasse rapidamente a paz com Napoleão e, tal como o marechal Mikhail Kutuzov, opôs-se à política que levaria o exército francês desde as fronteiras russas até ao território da França.
Durante a campanha, Barclay de Tolly foi obrigado por duas vezes a expulsá-lo do exército devido à sua conduta desordeira. A sua quota de batalhas na Alemanha e França era insignificante. Em Dresden, no dia 26 de agosto, o seu conhecimento militar falhou no momento decisivo, mas em La Fère-Champenoise ele destingiu-se pela coragem. Em Paris, o grão-duque foi ridicularizado publicamente pelos seus erros militares.

## Governador da Polónia
A importância política de Constantino na história data de quando o seu irmão Alexandre I, o colocou no Reino da Polónia como vice-rei com a tarefa de militarizar e disciplinar o reino. No congresso da Polónia, criado por Alexandre, ele recebeu o posto de comandante-em-chefe das forças do reino às quais foi adicionado em 1819.
Os seus esforços para aumentar o poder da polícia secreta (Okhrana) e suprimir os movimentos patrióticos polacos levaram ao descontentamento popular entre os seus súbditos. Mal-humorado e brutal, Constantino também perseguiu a oposição liberal, substituindo os polacos por russos em postos importantes na administração local e exercito. Era também frequente insultar e atacar os seus subordinados, o que levou a conflitos dentro da própria administração. Finalmente a sua desobediência da constituição de que se orgulhava pessoalmente, entrou em conflito com o parlamento polaco que até então era dominado por apoiantes da união com a Rússia. Na Polónia ele era visto como um tirano e odiado tanto pelos militares como a população civil.
Após 19 anos de separação, o seu casamento com Juliana de Saxe-Coburgo-Saalfeld foi formalmente anulado no dia 20 de março de 1820. Dois meses depois, no dia 27 de maio, ele casou-se a condessa polaca Joanna Grudzińska que recebeu o título de Alteza Sereníssima de Lowick. Devido a este casamento, Constantino renunciou a qualquer direito ao trono russo. Após o casamento ele tornou-se cada vez mais ligado à Polónia.

## A um passo do trono
Quando Alexandre I morreu no dia 1 de dezembro de 1825, o Grão-duque Nicolau conseguiu a proclamação de Constantino como Imperador da Rússia em São Petersburgo, mas poucos dias depois ele abdicou. Quando as notícias da abdicação se tornaram públicas, a Sociedade do Norte começou reuniões secretas para convencer o seu líder regional a não jurar aliança a Nicolau. Estes esforços culminaram na Revolta Dezembrista.
Com o reinado do seu irmão mais novo Nicolau I, Constantino manteve a sua posição na Polónia. As diferenças na política depressa subiram de tom entre ele e o irmão em consequência dos castigos aplicados aos polacos pela Revolta Dezembrista. Constantino aproveitou a desculpa da revolta russa para perseguir alguns líderes de conspirações que se vinham a desenrolar na Polónia e acreditava cegamente que o exercito e administração polacas eram leais ao Império Russo. A política ocidental do czar e a Guerra Russo-Turca de 1828-29 voltaram a dividi-los.
A insurreição de Varsóvia em novembro de 1830 apanhou Constantino completamente de surpresa. Foi devido a esta falha de conhecimento das conspirações do seu povo e falta de preparação para a travar que os regimentos polacos se juntaram aos revolucionários. Durante a revolução o vice-rei mostrou ser incompetente e ter falta de julgamento. Ele era considerado como inimigo por grande parte dos indulgentes que o tentaram assassinar.
Apesar de tudo Constantino expressou o orgulho que sentia pela vitória dos "seus" soldados polacos. Não viveu para ver a supressão da revolução, uma vez que morreu subitamente de Cólera no dia 27 de junho de 1831.

## Genealogia
| Constantino Pavlovich da Rússia | Pai: Paulo I da Rússia                                | Avô paterno: Pedro III da Rússia                        | Bisavô paterno: Carlos Frederico de Holstein-Gottorp         |
| Constantino Pavlovich da Rússia | Pai: Paulo I da Rússia                                | Avô paterno: Pedro III da Rússia                        | Bisavó paterna: Ana Petrovna da Rússia                       |
| Constantino Pavlovich da Rússia | Pai: Paulo I da Rússia                                | Avó paterna: Catarina II da Rússia                      | Bisavô paterno: Cristiano Augusto, Príncipe de Anhalt-Zerbst |
| Constantino Pavlovich da Rússia | Pai: Paulo I da Rússia                                | Avó paterna: Catarina II da Rússia                      | Bisavó paterna: Joana Isabel de Holstein-Gottorp             |
| Constantino Pavlovich da Rússia | Mãe: Maria Feodorovna (Sofia Doroteia de Württemberg) | Avô materno: Frederico II Eugénio, Duque de Württemberg | Bisavô materno: Carlos Alexandre de Württemberg              |
| Constantino Pavlovich da Rússia | Mãe: Maria Feodorovna (Sofia Doroteia de Württemberg) | Avô materno: Frederico II Eugénio, Duque de Württemberg | Bisavó materna: Maria Augusta de Thurn e Taxis               |
| Constantino Pavlovich da Rússia | Mãe: Maria Feodorovna (Sofia Doroteia de Württemberg) | Avó materna: Frederica de Brandemburgo-Schwedt          | Bisavô materno: Frederico Guilherme de Brandemburgo-Schwedt  |
| Constantino Pavlovich da Rússia | Mãe: Maria Feodorovna (Sofia Doroteia de Württemberg) | Avó materna: Frederica de Brandemburgo-Schwedt          | Bisavó materna: Sofia Doroteia da Prússia                    |